# Alexandru Csipler
Alexandru Csipler (în maghiară Sándor Csipler; n. 1909, Satu Mare, Austro-Ungaria – d. 31 decembrie 1999) a fost un profesor român de scrimă, fondator de școala de scrimă sătmăreană.

## Carieră
A început să practice scrima sub îndrumarea profesorului Virgilio Pellegrini, apoi a studiat sabia cu maestrul italian Italo Santelli și spada iar floreta cu maestrul francez Lucien Mérignac. După a absolvit la Academia de arme de la Paris în anul 1939, a devenit profesor de scrimă, primul în Sibiu, apoi în Satu Mare.
Printre elevii săi s-au aflat medaliați olimpici și mondiali Ecaterina Stahl-Iencic, Ștefan și Suzana Ardeleanu, Magdalena Bartoș, Ileana Gyulai-Drîmbă, Marcela Zsak și Petru Kuki. Fiul lui, Attila Csipler, a fost un floretist de performanță, reprezentând România la Jocurile Olimpice din 1960 și cele din 1964. Alți elevi au devenit și ei antrenori de scrimă, printre altele Eva Lengyel și Francisc Csiszar.
În anul 1994 a primit titlul de cetățean de onoare al orașului Satu Mare, unde o sală de scrimă îi poartă numele.

## Distincții
- Medalia Muncii (18 decembrie 1956) „pentru merite deosebite in pregătire și pentru rezultatele obținute la cea de a XVI-a ediție a jocurilor olimpice care au avut loc la Melbourne”[1]
- Ordinul „Meritul Sportiv” clasa a III-a (25 octombrie 1966) „pentru rezultatele deosebite obținute în competițiile sportive internaționale, precum și pentru contribuția valoroasă adusă la dezvoltarea culturii fizice și sportului în țara noastră”[2]